# Заічко Віктор Олександрович
Заічко Віктор Олександрович (31 серпня 1948, Грузько-Зорянське — 10 листопада 2006) — український політик, Народний депутат України 4-го скликання, член Народно-демократичної партії; Заступник голови з питань економіки Севастопольської міськдержадміністрації (з травня 1998 року); депутат Севастопольської міськради.

## Біографія
Народився 31 серпня 1948 року в селі Грузько-Зорянському Макіївської міськради. В 1974—1980 роках навчався в Севастопольському приладобудівному інституті за спеціальністю «Суднові силові установки».
З січня 1992 по вересень 1994 року — заступник голови, перший заступник голови Севастопольської міськдержадміністрації. З грудня 1994 по травень 1998 року — директор Севастопольського представництва Фонду сприяння розвитку мистецтва України. Обирався депутатом ВР АР Крим.
З березня 1998 року — кандидат в народні депутати України, виборчий округ № 225, Севастополь. На час виборів: директор Севастопольського представництва Фонду сприяння розвитку мистецтв України, член НДП.
Народний депутат України 4-го скликання з квітня 2002 року (виборчий округ № 225, м. Севастополь), висунутий Виборчим блоком політичних партій «За єдину Україну!». На час виборів: заступник голови Севастопольської міськдержадміністрації, член НДП. Член фракції «Єдина Україна» (травень—червень 2002 року).
Під час роботи в парламенті:
- Член Комітету Верховної Ради України з питань бюджету;
- Голосував за згоду на призначення Віктора Януковича прем'єр-міністром України 21 листопада 2002 року.[2]
- Член Тимчасової спеціальної комісії ВРУ з питань фінансово-економічного обґрунтування джерел і механізму відновлення заощаджень громадян України;
- Член Тимчасової слідчої комісії Верховної Ради України для з'ясування причин утворення заборгованості за кредитами, залученими державою або під державні гарантії;
- Член Постійної делегації в міжпарламентській організації «Постійна делегація у Міжпарламентській асамблеї держав — учасниць Співдружності Незалежних Держав»;
- Член групи з міжпарламентських зв'язків з Королівством Нідерландів;
- Член групи з міжпарламентських зв'язків з Російською Федерацією;
- Член групи з міжпарламентських зв'язків з Республікою Білорусь.

Могила Віктора Заічка

Помер 10 листопада 2006 року. Похований в Севастополі на кладовищі Комунарів.

## Нагороди
Нагороджений орденом «За заслуги» III ступеня, Почесною грамотою та знаком «За заслуги перед містом-героєм Севастополем».